# Khelang United FC
Der Khelang United Football Club (thailändisch สโมสรฟุตบอลเขลางค์ ยูไนเต็ด) ist ein thailändischer Fußballverein aus Lampang. Der Verein spielt in der Northern Region der dritten Liga.

## Geschichte
Der Verein wurde 2021 gegründet. 2022 spielte der Verein in der Thailand Amateur League. Hier belegte man in der Northern Region den dritten Platz und verpasste somit den Aufstieg in die dritte Liga. Im FA Cup 2022/23 schied man in der zweiten Runde gegen den Erstligisten PT Prachuap FC aus. Ein Jahr später spielte Khelang in der neugeschaffenen Thailand Semi-Pro League. Hier trat man ebenfalls in der Northern Region an. Am Ende wurde man Sieger der Region und stieg in die dritte Liga auf. Hier spielt man ebenfalls in der Northern Region.

## Erfolge
- Thailand Semi-Pro League – North: 2023  ▲
- Thai League 3 – North: 2024/25 (2. Platz)

## Stadion
Der Verein trägt seine Heimspiele im Lampang Rajabhat University Stadium in Lampang aus. Das Stadion hat ein Fassungsvermögen von 2000 Personen.

## Aktueller Kader
Stand: 1. Februar 2025
| Nr. |           | Position | Name                   |
| --- | --------- | -------- | ---------------------- |
| 3   | Thailand  | AB       | Chanapong Foenta       |
| 4   | Thailand  | AB       | Kantapon Sompittanurak |
| 5   | Thailand  | AB       | Porntep Jankai         |
| 6   | Thailand  | AB       | Panupong Jatimoon      |
| 7   | Thailand  | ST       | Mathas Kajaree         |
| 8   | Thailand  | MF       | Phuwadet Buasika       |
| 9   | Thailand  | ST       | Arnon Thongpanya       |
| 10  | Thailand  | ST       | Boonkerd Chayasin      |
| 11  | Japan     | MF       | Taku Hishida           |
| 12  | Thailand  | AB       | Thodsaphon Saichai     |
| 13  | Korea Sud | MF       | Jung Seung-min         |
| 14  | Korea Sud | MF       | Chung Min-seo          |
| 15  | Thailand  | AB       | Narathorn Suthipong    |
| 16  | Thailand  | MF       | Chatchanan Tiutemwong  |
| 18  | Thailand  | TW       | Sirichai Chaiwiset     |
| 19  | Thailand  | MF       | Kritsada Taiwong       |

| Nr. |          | Position | Name                       |
| --- | -------- | -------- | -------------------------- |
| 20  | Thailand | AB       | Songpon Tongthong          |
| 23  | Thailand | TW       | Lattaphon Kanchaing        |
| 26  | Thailand | AB       | Nattawut Outha             |
| 31  | Thailand | MF       | Thanachok Chitrak          |
| 35  | Thailand | MF       | Visit Donard               |
| 37  | Thailand | ST       | Pakkanan Meecheu           |
| 39  | Thailand | AB       | Nattakan Katrugsa          |
| 42  | Thailand | AB       | Cayanon Bunthep            |
| 44  | Thailand | AB       | Peerapat Chaisongkram      |
| 48  | Thailand | MF       | Siwakorn Pingwongsa        |
| 49  | Thailand | AB       | Oatsawin Kaeoraksa         |
| 56  | Thailand | MF       | Suwicha Chittabut          |
| 88  | Thailand | MF       | Saksit Prapakornvanitcakul |
| 89  | Thailand | TW       | Nattapon Junlanan          |
| 99  | Thailand | ST       | Suksan Kaewpanya           |

## Saisonplatzierung
| Saison  | Liga                             | Liga  | Liga   | Liga | Liga | Liga | Liga  | Liga   | Liga     | Pokal    | Pokal                  | Pokal        |
| Saison  | Liga                             | Level | Spiele | S    | U    | N    | Tore  | Punkte | Position | FA Cup   | League Cup             | T3 Cup       |
| ------- | -------------------------------- | ----- | ------ | ---- | ---- | ---- | ----- | ------ | -------- | -------- | ---------------------- | ------------ |
| 2022    | Thailand Amateur League – North  | 4     | 6      | 2    | 4    | 0    | 13:4  | 10     | 3.       | –        | –                      |              |
| 2023    | Thailand Semi-Pro League – North | 4     | 8      | 5    | 3    | 0    | 19:6  | 18     | 1. ▲     | 2. Runde | –                      |              |
| 2023/24 | Thai League 3 – North            | 3     | 20     | 5    | 6    | 9    | 17:26 | 21     | 8.       | –        | 1. Qualifikationsrunde | 1. Runde     |
| 2024/25 | Thai League 3 – North            | 3     | 20     | 11   | 4    | 5    | 33:21 | 37     | 2.       | –        | Play-off-Spiele        | Gruppenphase |

## Beste Torschützen seit 2022
| Saison  | Name           | Tore |
| ------- | -------------- | ---- |
| 2022    | Mathas Kajaree | 6    |
| 2023    | Mathas Kajaree | 8    |
| 2023/24 | Mathas Kajaree | 7    |
| 2024/25 |                |      |